# Melanie Phillips
 Der er for få eller ingen kildehenvisninger i denne artikel, hvilket er et problem. Du kan hjælpe ved at angive troværdige kilder til de påstande, som fremføres i artiklen.

Melanie Phillips (født 4. juni 1951) er britisk forfatter og klummeskribent, hvis artikler oftest omhandler politiske og sociale emner. Hun begyndte sin karriere som skribent med at skrive for blandt andet The Guardian og The New Statesman, der generelt anses at ligge til venstre i det politiske spektrum. I 1990'erne skiftede Phillips til den anden side at det politiske spektrum, og hun er i dag tilknyttet avisen Daily Mail, der i Storbritannien anses som en mere konservativ avis. Hun er desuden regelmæssig paneldeltager i radio- og TV-programmer, herunder som fast paneldeltager i debatprogrammer på BBC. Hun modtog i 1996 den prestigefyldte britiske pris Orwell Prize, der årligt tildeles forfattere, journalister og bloggere, der lever op til George Orwells ambition om at gøre det politiske skrift til en kunstart. Melanie Phillips har udgivet 4 bøger. 
The Guardian skrev i 2003, at "hendes varemærke af social bevidsthed, pessimisme med hensyn til det moderne Storbritannien og tilsyneladende absolutte sikkerhed, har – i hård konkurrence med andre – formentlig gjort hende til den mest høj profilerede britiske kommentator i moralske og politiske spørgsmål"
Hun er i dag bl.a. kendt for sine stærkt pro-israelske holdninger og sine markante holdninger om palæstinensere, som hun anser for at være en "kunstig nation" og "en befolkning af terrorister" med holocaustbenægtelse som nationalt projekt. Af samme grund anser hun det for at være på sin plads at straffe dem kollektivt for terrorisme.[kilde mangler] Hun karakteriserer ofte kritikere af Israel for at være motiveret af antisemitisme og har eksempelvis i forbindelse med den seneste konflikt mellem Israel og Palæstina i 2008-2009 hævdet, at argumentet om at Israels svar på palæstinensernes gentagne angreb med Qassam-raketter er ude af proportioner i virkeligheden svarer til at mene, at for få israelere er blevet slået ihjel.
I visse videnskabelige spørgsmål har Phillips markeret sig med holdninger, der klart afviger fra mainstream. Således har hun fremført synspunktet om, at evolution kun er "en teori", der ikke forklarer eksempelvis visse cellers påståede irreducible kompleksitet. I samme forbindelse har hun forsvaret undervisning i kreationisme i skoler. Ligeledes har hun gentagne gange sat spørgsmålstegn ved MFR-vaccine på trods af udbredt videnskabelig konsensus om, at frygten for en forbindelse mellem denne vaccine og autisme er ganske grundløs.
I 2009 blev hun tildelt Trykkefrihedsselskabets sapphopris for sin bog Londonistan: How Britain is Creating a Terror State Within. Prisoverrækkelsen fandt sted ved en ceremoni på Københavns Bymuseums festsal den 23. april.

## Eksterne referencer
- Melanie Phillips' personlige hjemmeside
- Hendes blog ved The Spectator